# Харингтон, Джеймс (рыцарь)
Джеймс Харингтон (англ. James Harrington; примерно 1430 — предположительно 22 августа 1485 года при Босворте, Лестершир, Королевство Англия) — английский рыцарь, влиятельный землевладелец из северных графств. Участвовал в Войнах Алой и Белой розы на стороне Йорков, в начале 1460-х годов враждовал с семейством Стэнли. Предположительно погиб в битве при Босворте, где сражался на стороне Ричарда III.

## Биография
Джеймс Харингтон принадлежал к младшей ветви старинного рыцарского рода, представители которой владели рядом поместий в Ланкашире, Уэстморленде и Йоркшире. Он был прямым потомком 1-го барона Харингтона и родился примерно в 1430 году в семье сэра Томаса Харингтона и его жены Элизабет Дакр. Джеймс стал вторым сыном после Джона; после него родился третий сын, Роберт.
Во времена молодости Джеймса английская аристократия разделилась на два противоборствующих лагеря, сторонников Ланкастеров и Йорков. Харингтоны оказались в орбите влияния Невиллов — магнатского семейства, боровшегося за контроль над северными графствами с родом Перси и поддерживавшего Йорков. Джеймс был в числе советников Ричарда Невилла, 16-го графа Уорика, и вместе с ним участвовал в Войнах Алой и Белой розы. В сентябре 1459 года он сражался при Блор-Хиф, где йоркисты одержали победу, но на следующий день при неясных обстоятельствах попал в плен вместе с отцом и двумя братьями Уорика — Томасом и Джоном. Некоторое время все четверо находились в заключении в Честерском замке. 29 марта 1460 года Джеймс получил от короля Генриха VI Ланкастера полное прощение.
Отец и старший брат Харингтона погибли в декабре 1460 года в битве при Уэйкфилде. Джеймс сражался в марте 1461 года при Барнете, где йоркисты одержали решительную победу. Спустя четыре года именно он убедил сэра Томаса Толбота и сэра Ричарда Темпеста выдать скрывавшегося у них Генриха VI, обеспечив таким обрахом королю Эдуарду IV Йоркскому полную победу в войне.
После сэра Джона Харингтона остались две маленькие дочери, которые должны были получить основную часть семейных владений. Эдуард IV назначил опекуном девочек Томаса Стэнли, 2-го барона Стэнли, но Джеймс и его брат Роберт не смирились с потерей наследства. Они взяли племянниц под стражу и заняли отцовские земли с центром в замке Хорнби в Йоркшире; некоторые поместья им передали душеприказчики сэра Томаса. Братья Харингтоны утверждали, что всё это имущество может переходить только по мужской линии. Стэнли обратился в королевский суд, и тот в 1468 году вынес решение в его пользу. Джеймс и Роберт даже оказались на время во Флитской тюрьме, но спорные владения они удержали за собой.
В 1469 году граф Уорик перешёл на сторону Ланкастеров, что привело к возвращению на престол Генриха VI. Резко усилившийся Уорик поддержал Стэнли в его противостоянии с Харингтонами и даже направил ему артиллерию для осады Хорнби. Однако уже в марте 1471 года Эдуард IV вернулся в Англию из изгнания. Сэр Джеймс одним из первых северных рыцарей присоединился к нему, имея под своим началом отряд в 600 человек. Предположительно он сражался при Барнете и при Тьюксбери, где сторонники Ланкастеров были окончательно разгромлены. В 1472 году Эдуард IV принял компромиссное решение по тяжбе Харингтонов и Стэнли: первые должны были уступить Хорнби, но сохраняли за собой ряд других поместий. Сэр Джеймс продолжал настаивать на своём, укреплял Хорнби и свозил туда провиант, готовясь к осаде, так что королю пришлось отправить к нему шерифа с угрозами. В конце концов Харингтон сдал замок.
В последующие годы сэр Джеймс оставался в милости у короля. Он участвовал во французском походе 1475 года во главе отряда в 12 латников и сотню лучников, заседал в судебных комиссиях Йоркшира. В 1480 году Харингтон получил королевское разрешение на строительство зубчатой стены в замке Брайерли.